# Minos (Plato)
De Minos is een op naam van Plato overgeleverd werk, waarvan over het algemeen wordt aangenomen dat het niet authentiek is.

## Deelnemers aan het gesprek
Aan het woord zijn Socrates en 'een vriend'.

## Inhoud
Uitgangspunt is de vraag: Wat is voor ons de wet? Hierop komt geen bevredigend antwoord. Een van de gegeven antwoorden is: een opvatting, beslissing van de Staat. Evenwel: omdat zij die zich aan de wet houden rechtvaardig zijn, hetgeen iets goeds is, is het niet te rijmen dat er naast goede ook slechte wetten bestaan. Verder bestaat er een duidelijk verschil tussen hetgeen in diverse staten voor wettelijk wordt gehouden en wat niet.
In antwoord op de vraag hoe wetten tot stand komen, door de wetgever, vraagt Socrates wie er in de oudheid een goede wetgever werd genoemd, en wiens wetten tot op heden bestaan. De vriend weet het niet, en dus geeft Socrates het antwoord: Minos en Rhadamanthus. Maar Minos was toch een wreed en onrechtvaardig iemand? vraagt de vriend. Ja, zegt Socrates, zo schilderen onze (dat wil zeggen de Atheense) invloedrijke tragedie-dichters hem af. Maar dat doen ze alleen maar omdat Minos ooit Athene heeft aangevallen. In feite was hij, zoals Homerus en Hesiodus wel wisten, een rechtvaardig heerser, die zijn instructies van Zeus ontving.
Terugkerend naar de oorspronkelijke vraag: we weten wel wat de goede wetgever voor het lichaam moet doen (voedsel en oefening verstrekken), maar niet wat aan de ziel moet worden gegeven, opdat deze goed wordt. Dat is een schande voor onze ziel!
- Bibliothèque nationale de France: cb165027697 (data)
- Gemeinsame Normdatei: 4476500-9
- Library of Congress Control Number: no2012062391
- Nationale Bibliotheek van Tsjechië: unn20231193785
- Système universitaire de documentation: 137486103
- Virtual International Authority File: 180207839